# Sulfadoksyna
Sulfadoksyna (łac. sulfadoxinum) – wielofunkcyjny organiczny związek chemiczny, sulfonamid o działaniu bakteriostatycznym, stosowany w leczeniu i zapobieganiu malarii w skojarzeniu z pirymetaminą.

## Mechanizm działania
Mechanizm działania sulfadiazyny polega na zaburzeniu syntezy kwasów nukleinowych bakterii poprzez hamowanie przemiany kwasu p-aminobenzoesowego w kwas foliowy. Sulfadiazyna w skojarzeniu z pirymetaminą wykazuje znaczny synergizm działania.

## Zastosowanie
Sulfadoksyna jest stosowana wyłącznie w połączeniu z pirymetaminą i jest zalecana w krótkotrwałej profilaktyce i leczeniu malarii.
Skojarzenie sulfadoksyny z pirymetaminą znajduje się na wzorcowej liście podstawowych leków Światowej Organizacji Zdrowia (WHO Model Lists of Essential Medicines) (2015).
Sulfadoksyna nie jest dopuszczona do obrotu w Polsce (2018).

## Działania niepożądane
Częstość występowania działań niepożądanych sulfadoksyny nie została określona. Działania niepożądane sulfadoksyny w połączeniu z pirymetaminą są niewielkie i dotyczą przede wszystkim przewodu pokarmowego i skóry. Zanotowanymi częściej występującymi działaniami ubocznymi sulfadoksyny w połączeniu z pirymetaminą są: wysypka, świąd, pokrzywka, fotosensybilizacja, utrata włosów niewielkiego stopnia, poczucie pełności, nudności, wymioty, biegunka, zapalenie jamy ustnej.